# Biserica „Sfinții Împărați Constantin și Elena” din Cimișeni
Biserica „Sfinții Împărați Constantin și Elena” este o biserică amplasată în Cimișeni, raionul Criuleni, Republica Moldova. Este un monument arhitectural de importanță națională inclus în Registrul monumentelor Republicii Moldova ocrotite de stat cu nr. 274 (raionul Criuleni). Datează din 1884-1887.